# Michele Cremonesi
Michele Cremonesi, né le 15 avril 1988 à Crémone, est un footballeur italien qui évolue au poste de défenseur central au SPAL 2013.

## Palmarès
- Champion d'Italie de Serie B en 2017 avec le SPAL Ferrare